# Izzólámpa

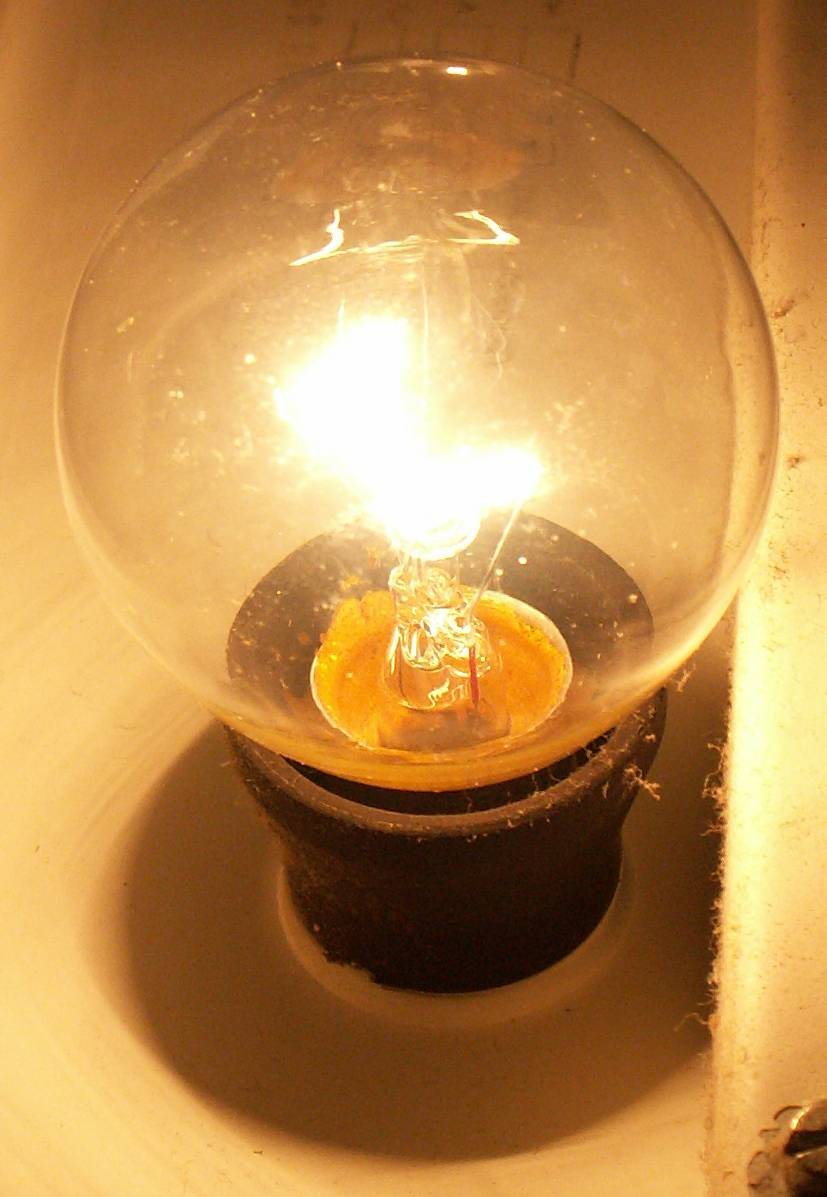
Izzólámpa

Az izzólámpa az egyik legrégebbi elektromos fényforrásunk. Fényét elektromos áram által felizzított vezető szál adja, amely a modern izzókban szinte kizárólag volfrámszál. Az izzószálat az üvegbúrában lévő semleges gáz vagy vákuum óvja meg a levegő oxidáló hatásától. A magyar köznyelvben az izzólámpát gyakran égőnek vagy villanykörtének is nevezik. (Angolul filament bulb néven ismert.)
Az izzólámpákat számos méretben, teljesítményben és névleges feszültségre gyártják. Az izzólámpák – a foglalaton és kapcsolón kívül – nem igényelnek egyéb külső elektromos működtető szerelvényeket, ezért az izzós világítás olcsón kiépíthető. Az izzók színvisszaadása elfogadott, megszokott (videó, illetve filmfelvételekhez a vörösbe hajló, ún. indoor, 2700 K színhőmérsékletet kell beállítani), kellemes, meleg fényű. Az izzók fényárama lényegében a bekapcsolás pillanatában eléri a maximális értékét, ami élettartama során csak kis mértékben csökken. Az általános célú izzók élettartama 1000 óra. A tömeggyártásnak köszönhetően olcsó. A fenti előnyös tulajdonságai miatt a háztartásokban az izzólámpa a legelterjedtebb fényforrás. Az izzók legnagyobb hátránya a kis fényhasznosítás, azaz a kis hatásfok, hiszen a bevezetett energia mindössze 2–5%-át alakítják fénnyé, a többi hőként kárba vész.

## Az izzólámpa története

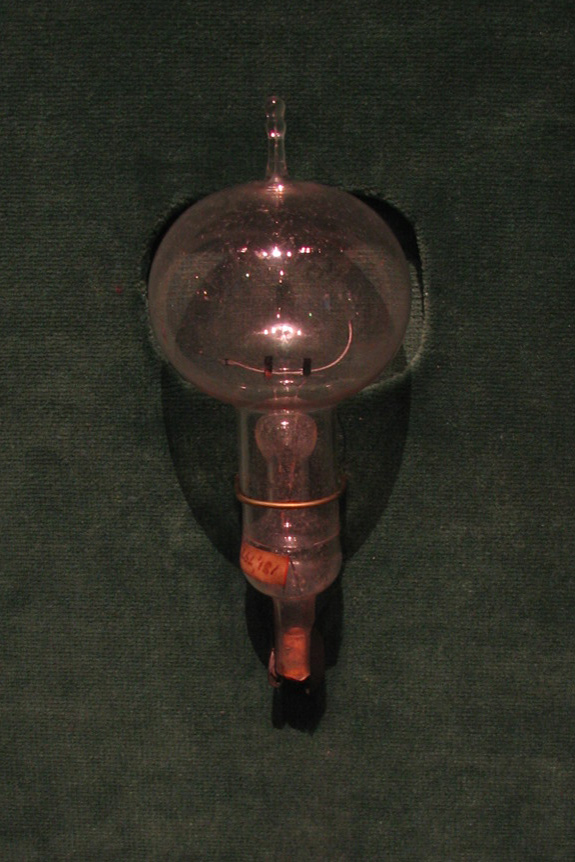
Egy eredeti Edison-izzó 1879-ből, Thomas Edison üzletéből (Menlo Park)

A ma használatos izzólámpa őse feltalálójának hivatalosan Thomas Alva Edisont tekintik. Robert Friedel és Paul Israel történészek Edisonon és Joseph Wilson Swanen kívül még 22 feltalálót említenek meg, de Edisonnak sikerült először megfelelő izzítható anyagot találnia, elegendően nagy vákuumot elérnie, valamint az ő izzólámpái – nagy ellenállásuk miatt – gazdaságosan üzemeltethetők voltak a központosított (akkor még egyenáramú) elektromos hálózatról, amit szintén ő dolgozott ki.

### Kezdeti kutatások
1802-ben az angol Humphry Davy rendelkezett a világ legnagyobb elektromos telepével a Royal Institution of Great Britain-ban. Ebben az évben elsőként izzított fel vékony platinaszálat elektromos áram segítségével. Bár lámpája nem volt se fényes, se tartós, ennek ellenére meghatározó volt a további kutatások szempontjából. 1809-ben Davy alkotta meg az első szénelektródos ívlámpát, amelyet 1810-ben mutatott be ugyancsak a Royal Institutionban.
1840-ben Warren de la Rue tekercselt platinaszálas, vákuumbúrába zárt lámpát készített. Az izzószálat elektromos árammal hevítette. Bár az ötlet kitűnő volt, a platina magas ára miatt találmánya mégsem terjedhetett el.
1841-ben Frederick de Moleyns szabadalmaztatta a platina izzószálas, vákuumos izzót.
1845-ben az amerikai John W. Starr szabadalmaztatta a szénszálas izzót, de röviddel a szabadalom megszerzése után meghalt.
1851-ben a francia Jean-Eugène Robert-Houdin blois-i birtokán a nyilvánosság előtt mutatta be izzólámpáit. Ezek állandó kiállításon láthatók a helyi kastélymúzeumban.
1874-ben Alekszandr Nyikolajevics Lodigin szabadalmaztatta izzólámpáját.
Észak-Amerikában is sokan kísérleteztek az izzólámpák kifejlesztésével. 1874. július 24-én a kanadai Henry Woodward és kollégája, Mathew Evans szabadalmát jegyezték be. Lámpáikban izzószálként különböző méretű és formájú szénrudak szerepeltek, ezeket elektródok tartották. Az izzószálat búrával védték, és nitrogén védőgázt alkalmaztak. Megpróbálták kereskedelmi forgalomba hozni a lámpát, de nem jártak sikerrel. Végül a szabadalmat 1879-ben eladták Edisonnak.

### A tömeggyártásra alkalmas izzólámpa megalkotása
Joseph Wilson Swan (1828–1914) angol fizikus és kémikus 1850-ben kezdett elszenesített papír izzószálas, légritkított lámpákkal kísérletezni. 1860-ra már be tudta mutatni működő lámpáját, de az kellő vákuum és megfelelő áramforrás hiányában csak rövid ideig működött. Az 1870-es évek közepén már jobb vákuumot tudtak elérni, így Swan folytatta kísérleteit. Charles Stearn vákuumszivattyú-szakértő segítségével 1878-ban Swan kifejlesztett egy eljárást, amellyel elkerülhetővé vált az üvegbúra korai feketedése. Az eljárást 1880-ban szabadalmaztatta. Swan volt az első ember a világon, akinek otthonában izzólámpák világítottak és az ő háza volt az első, amelynek áramellátását vízenergia biztosította. Az 1880-as évek elején Swan megalapította saját cégét.
Thomas Edison (1847–1931) 1878-ban komoly fejlesztésbe kezdett, hogy megalkossa a gyakorlatban is használható izzólámpát. A fém izzószálakkal való kísérletezgetés után visszatért a szénszálas izzók fejlesztéséhez. Az első sikeres kísérlete 1879. október 22-én volt, izzója 13,5 órán át működött. Edison továbbfejlesztette lámpáit és 1879. november 4-én bejegyeztette szabadalmát. (U.S. Patent 0,223,898 "a carbon filament or strip coiled and connected ... to platina contact wires.") Bár a szabadalom sok szénszál-előállítási módot írt le, beleértve a papírból, pamutból és fából készítetteket is, néhány hónappal a bejegyzés után Edison és csapata felfedezte, hogy a bambuszból készített izzószállal akár 1200 üzemórát is el lehet érni.
Hiram S. Maxim – a Maxim-géppuska feltalálója – 1880 októberében szabadalmaztatta a szénszál szénhidrogénekkel történő bevonását az élettartam növelése érdekében. Alkalmazottja, Lewis Latimer kifejlesztett egy hőkezelési eljárást, amely a szénszál törékenységét csökkentette és lehetővé vált az izzószálak formára hajlítása. Szabadalmát "Process of Manufacturing Carbons" címmel 1882. január 17-én jegyeztette be. Latimer egyéb szabadalmakat is bejegyeztetett, pl. újabb eljárásokat az izzószál és az árambevezető összekötésére.
Carl Auer von Welsbach osztrák feltaláló az 1890-es években először platina-, majd ozmiumszálas izzólámpát fejlesztett ki. A működő változatot 1898-ban szabadalmaztatta, majd 1902-ben piacra dobta. Ez volt az első fémszálas izzólámpa.
Walther Nernst német fizikus és kémikus 1897-ben kifejlesztette a későbbiekben róla elnevezett Nerst-lámpát, ennek izzószála kerámiából készült és nem volt szüksége vákuumra vagy töltőgázra, így búrára sem. Kétszer hatékonyabb volt az akkori szénszálas izzóknál, és népszerű is, amíg a fémszálas izzók meg nem jelentek.
Willis Whitnew 1903-ban feltalálta a fémbevonatú szénszálat, ami már nem annyira feketítette be a lámpa búráját.
Dr. Just Sándor és Hanaman Ferenc, az Egyesült Izzólámpa és Villamossági Rt. mérnökei 1904. december 13-án Budapesten szabadalmaztatták volfrámizzószál-gyártási eljárásukat. Ennek lényege az volt, hogy volfrámszuszpenziót vittek fel a szénszálra, majd ez utóbbit – miután a volfrám felvette a szénszál alakját – hevítéssel eltávolították. Az így készített izzószál fényesebben világított és hosszabb élettartamú volt, mint az addigi szénszálas izzók. Volfrámszálas izzót először az Egyesült Izzó és Villamossági Rt. gyártott és Európa-szerte Tungsram márkanéven vált ismertté.
1906-ban a General Electric szabadalmaztatta a porkohászati úton történő volfrám izzószál gyártási technológiáját, amely igen költséges volt, de William D. Coolidge 1910-ben kifejlesztett egy hatékonyabb porkohászati és húzási eljárást. A volfrámszálas izzó hamar elterjed a világon, és kiszorította az egyéb anyagból készült izzószálakat.
1913-ban Irving Langmuir felismerte, ha a lámpát vákuum helyett semleges gázzal tölti meg, akkor kétszeresére növelhető a hatásfok, és a búrafeketedés is jelentősen csökkenthető.
1927-ben Millner Tivadar és Túry Pál kidolgozta az úgynevezett nagykristályos volfrám gyártási technológiáját. Az akkor rendelkezésre állt volfrámból készült spirálok magasabb hőmérsékleten megnyúltak, ami a felület növekedését és így fokozottabb hűlést eredményezett. Túry és Millner különleges adalékolással előállított, durvább kristályszerkezetű volfrámjából lehetett először alaktartó, „belógásmentes” spirálokat gyártani, ami nemcsak a fényforrások, hanem az elektroncsövek területén is forradalmi előrelépést jelentett.
Az 1930-as években Bródy Imre és kutatócsapata felismerte, hogy jobb fényhasznosítás és nagyobb élettartam érhető el, ha az izzó búráját kriptongázzal töltik fel. A kriptonlámpa szabadalmát 1930-ban jegyezték be, prototípusát pedig az 1936-os Budapesti Ipari Vásáron mutatták be. Bródy a kripton levegőből történő kinyerését is kifejlesztette.
A villanykörték tömeges gyártása kapcsán terjedt el a tervezett elavulással kapcsolatos összeesküvés-elmélet, amely szerint a nagy gazdasági világválság idején a legnagyobb villanykörtegyártók titkos megállapodást kötöttek (Phoebus-kartell), hogy a korábbinál jóval rövidebb élettartamú izzókat gyártsanak.

## Felépítése és működése
Elektromos szempontból az izzólámpa (fénykibocsátó) ellenállás, ezért feszültséggenerátorról is üzemeltethető.
A ki- és bekapcsolt izzószál hőmérséklete között jelentős különbség van. A volfrám (mint általában az anyagok) ellenállása pozitív hőmérsékletfüggő, vagyis nagyobb hőmérsékleten az ellenállása nagyobb. Következésképp az izzó hidegellenállása jóval kisebb, mint üzemi, melegellenállása, ezért az izzó bekapcsolási áramerőssége jóval nagyobb, mint az üzemi áram. Nemlineáris feszültség-áramerősség karakterisztikáját például Wien-hidas oszcillátorban amplitúdószabályozásra használják.
Az izzólámpák leggyakrabban körtére emlékeztető üvegbúrából és menetes vagy szuronyzáras (bajonettzáras) fejből állnak. A búrában középen egyszeresen vagy kétszeresen spirálos volfrámszál van, volfrám vagy molibdén tartókra felfüggesztve. A búrában kisebb teljesítményű izzóknál vákuum, nagyobbakban argon-, illetve nitrogéngáz van. A búra anyagát tekintve leggyakrabban lágyüveg, halogénizzók esetén keményüveg vagy kvarc. A lámpa feje leggyakrabban Edison-menetes kivitelű, ehhez az árambevezetőket lágyforrasztással, vagy ponthegesztéssel rögzítik. Magát a fejet ragasztással rögzítik a búrához.
Villamos áram hatására az izzószál a lámpa típusától függően 2000–3300 K hőmérsékletre melegszik fel (a volfrám olvadáspontja 3695 K), ennek következtében elektromágneses energiát sugároz ki, főként az infravörös és kisebb részben a látható fény tartományban. A kisugárzott fény spektruma folytonos, azaz – bár eltérő intenzitással – minden szín megtalálható benne.
A volfrám jól közelíti az ideális feketetest tulajdonságait, ezért sugárzása nagyon közel esik a Planck-törvényből számolhatóval. Ebből adódóan a szál hőmérséklete egyértelműen megadja mind a kapott fény spektrumát, mind az elérhető maximális fényhasznosítást.

## A halogénlámpa

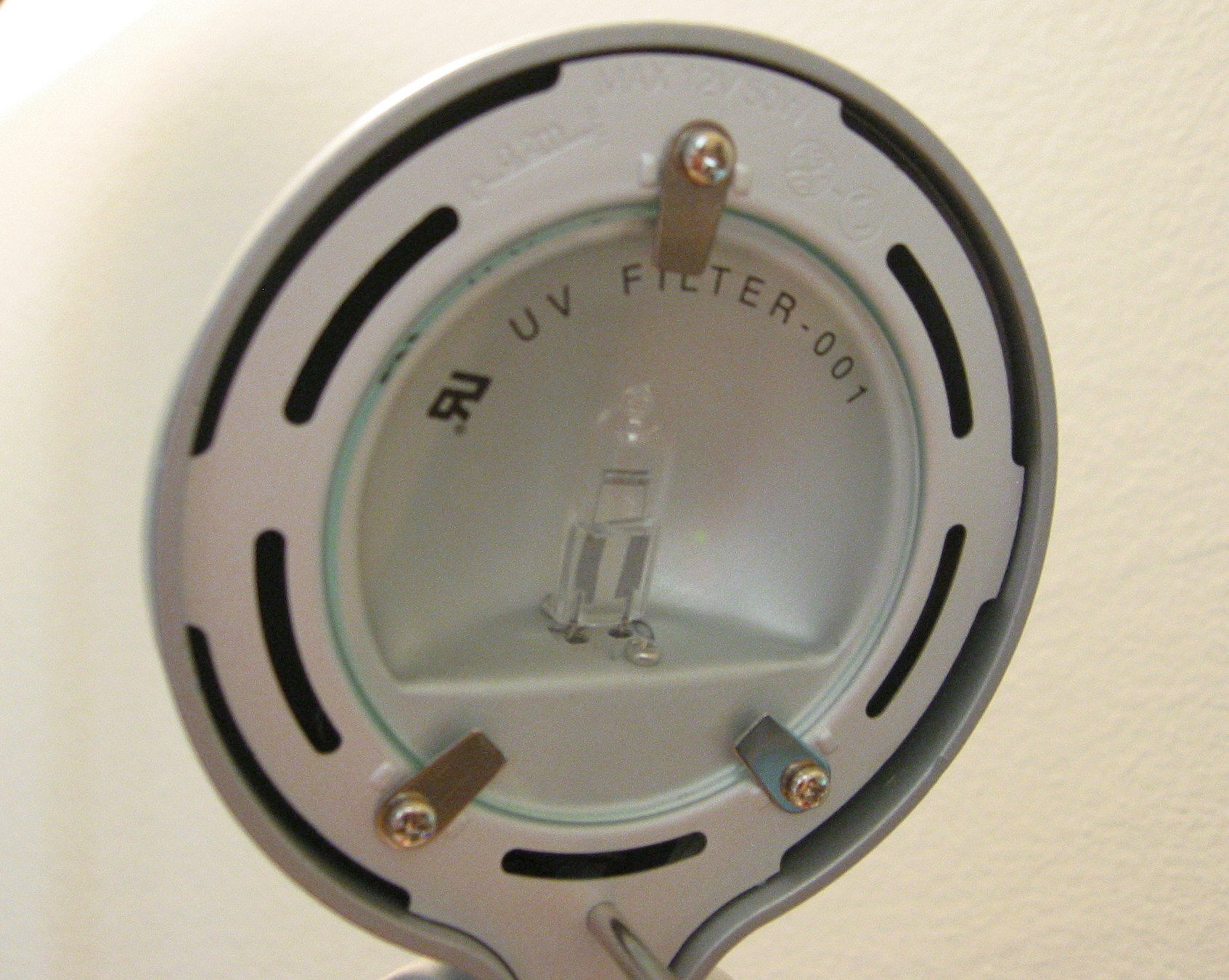
Halogénizzós olvasólámpa különálló védőüveggel

A halogénlámpa is izzólámpa, a hagyományos izzótól annyiban tér el, hogy az izzószálat kisméretű - többnyire - kvarcüvegből készült búra veszi körül, amelyben valamilyen semleges gáz és kis mennyiségű halogén elem (jód, bróm) található. A halogénelemek jelenléte – az úgynevezett halogén körfolyamat miatt – javítja az izzók fényhasznosítását és élettartamát.
A halogén körfolyamat lényege: a halogén izzólámpákban az elpárolgott volfrám és a gáztérben jelenlévő halogén vegyület reakcióba lép és volfrám-jodidot (pontosabban volfrám-oxijodidot) alkot. A vegyület az izzószál környezetében elbomlik és a volfrám lerakódik a melegebb részeken. Mivel az izzószál a legvékonyabb helyen a legforróbb, ezért automatikus önjavító folyamat indul be. Ez a körfolyamat lehetővé teszi az izzószál hőmérsékletének emelését, ami kedvez a fényhasznosításnak, de növeli a kibocsátott UV-sugárzást is. Ahhoz, hogy a halogén körfolyamat beinduljon, elengedhetetlen, hogy a búra elérjen egy bizonyos hőmérsékletet.

### Főbb típusok
A legegyszerűbbek a törpefeszültségű (12 V-os), kis teljesítményű (10–50 W) tűlábas (G4-es, vagy GY6, 35-15-ös fejű) halogénizzók, amiket általában olvasólámpákban használnak. Ezekhez az izzókhoz külön védőüveg szükséges.
A másik elterjedt halogénlámpa-típus az ún. hidegtükrös reflektorbúrával egybeépített változat, amely védőbúrával vagy anélkül is kapható. A törpefeszültségű lámpákat tűlábas fejjel (GU4 illetve GU5,3), a hálózati feszültségűeket pedig GU10-es fejjel gyártják. Hidegtükrös lámpákból kétféle méret létezik, a kisebb az MR11-es, a nagyobb pedig az MR16-os típus.
E27-es és E14-es foglalatba becsavarható, védőbúrás, hálózati feszültségű halogénizzókat is gyártanak. Újabban megjelentek a hagyományos izzók közvetlen kiváltására alkalmas halogénizzók. Ezekkel hasonló fényáram mellett kb. 25% energiamegtakarítás érhető el a hagyományos izzókhoz képest.
Szintén gyakoriak a G9-es foglalatba készülő, hálózati feszültségről működő 25, 40 és 60 W-os halogénizzók. Ezek általában C vagy D energiahasznosítási osztályt teljesítenek; az előbbiek 2012 után is forgalomban maradhatnak az Európai Unióban.
A 60–2000 W teljesítményű, hálózati feszültségű ún. ceruzalámpák főként kültéri fényvető világítótestekben használatosak. Ezeket az izzókat általában csak bizonyos helyzetben szabad működtetni, amit a gyártók a csomagoláson feltüntetnek. Legelterjedtebb a vízszintest megközelítő égetési helyzet.

### Üzemeltetés, biztonság
A nagy hőmérséklet miatt a külön védőbúra nélküli halogén izzólámpákat csak zárt világítótestben szabad működtetni. A külön védőüveg, illetve a védőbúra kiszűri az egyébként nem számottevő ibolyántúli sugárzást is.
Az izzószálat körülvevő búrára került szennyeződéseket (beleértve az ujjlenyomatokat) tiszta benzines vagy alkoholos ruhával még az első bekapcsolás előtt le kell törölni. Ha ezt elmulasztjuk, a szennyeződés letörölhetetlenül ráég a búrára, s ez csökkenti a fénykibocsátást.

## Az izzólámpa kiváltása
1970-es évek végén fejlesztették ki az izzólámpák kiváltására a kompakt fénycsöveket, – a hagyományos foglalatba becsavarható, integrált elektronikával ellátott fénycső, amit a felhasználására utalva a köznyelvben helytelenül energiatakarékos izzó-nak neveznek. E fényforrások (a minőségi típusok) élettartama akár 10–15-ször nagyobb, mint a hagyományos izzóké, energiaigényük – azonos fényáram mellett – az izzók energiaigényének kb. 20%-a. Színvisszaadásuk jó, meleg- és hidegfényű kivitelben is kaphatók. Az izzóval szembeni legnagyobb hátrányuk a magasabb áruk, illetve, hogy a kis helyre integrált elektronika érzékeny a hőre, ezért nem minden típusa szerelhető be akármilyen lámpatestbe (pl. rosszul szellőzőbe, vagy lefele lógóba), vagy eleve nem is férnek be az izzóknak szánt lámpatestbe.
Az izzókat a 2000-es évektől már LED-lámpákkal is helyettesíthetjük. A LED élettartama ötvenszerese, fényhasznosítása kb. nyolcszorosa az izzóénak. Jelenleg a LED-lámpák ára magas (a 2010-es évek végén áruk 3-4-szerese a hagyományos izzóknál), de a technológia fejlődésével az árcsökkenés folyamatos. A izzólámpák kiváltására azonos méretű, hagyományos alakú, foglalatú termékek is kaphatók, amit sokszor neveznek a köznyelvben „LED-izzó”-nak, de ezek alapvetően különböző technológiát képviselnek, ilyen értelemben az „izzó” szó használata helytelen.

## EU-határozat
Az EU az éghajlatváltozás kihívását, a környezetvédelem és az energiahatékonyság szempontjait szem előtt tartva 2008. december 8-án a nagy energiafogyasztású, hagyományos izzólámpák fokozatos kiszorítását javasolta (az Európai Bizottság 2009. március 18-án véglegesen jóváhagyta a határozatot)., bár az energiatakarékos megoldások gyártása és hulladékának megsemmisítése drágább, környezetszennyezőbb a hagyományos izzólámpákénál.
Ennek értelmében 2009. szeptember 1-je után eltűntek a boltok polcairól a 100 wattos és az annál erősebb világos búrás izzók, és az összes matt, festett vagy opálbúrás izzó. A teljesítményhatár éves lépésekkel 2012 szeptemberére 7 wattig csökkent. A kitiltás az irányított fényű (pl. Tungsraflex) lámpákat és a halogén izzólámpákat nem érinti. Becslések szerint az EU-ban jelenleg használatban lévő fényforrások 85%-a hagyományos, rossz hatásfokkal dolgozó izzólámpa. A mintegy 3,5 milliárd izzólámpa energiatakarékosra történő cseréje több mint 30%-kal csökkentené a világítás céljára történő energiafelhasználást, és ezen keresztül évi 15 millió tonnával az üvegházhatású gázok kibocsátását. Más becslések szerint ezáltal az európai háztartások teljes elektromos energiafogyasztása 10–15%-kal csökkenne, ami átlagosan évi 50 euró megtakarítást eredményezhet. Ugyanakkor az intézkedés 2–3000 munkahely megszűnésével jár, ami Magyarországot is érzékenyen érinti. Az intézkedés nyomán keletkező 5–10 milliárd eurós megtakarítást viszont a gazdaságok élénkítésére fordítva új munkahelyek teremthetők. Más államok (USA, Ausztrália) is tervezik a hagyományos izzólámpák kivonását a forgalomból.
Az Európai Bizottság 244/2009/EK és az azt módosító 2015/1428 rendelete az alacsony fényhasznosítású fényforrások kereskedelmi forgalomból való kitiltását jogszabályilag előírja. Ezek értelmében 2018. szeptember 1-jétől a háztartási felhasználású halogénizzók bizonyos típusai is eltűnnek a boltok polcairól, mivel azok sem felelnek meg a szigorú hatékonysági feltételeknek.

## A villanykörte feltámadása?
Az Amerikai Egyesült Államokban lévő MIT-n tudósok olyan megoldást találtak, amely képes a villanykörte gyengeségét, azaz az óriási hőveszteséget az előnyére fordítani. A nanotechnológia segítségével olyan szerkezetbe fogják az izzószálat, amely a fényt átengedi, de a szökésben lévő infravörös sugárzást megállítja, és visszaveri azt az izzószálra, amely újra elnyeli a hőt, majd fényként visszasugározza a környezetbe.
Az újítás lényege nem a felhasznált új anyagban van, hanem abban, ahogy azt elrendezik, ugyanis ez teszi lehetővé a távozó fény- és hőhullámok eltérő kezelését.
Elvileg akár a 40%-os hatásfok is elérhető szerintük, ami a legjobb LED-es fényforrások teljesítményének kétszerese. Eddig a tudósoknak olyan újfajta villanykörtét sikerült megvalósítani a gyakorlatban is, amely az áram 6,6%-át alakította fénnyé.